# Уусимаа (губерния)
Ляни (губерния) Уусимаа (фин. Uudenmaan lääni; швед. Nylands län) — административно-территориальная единица, существовавшая в 1831—1997 годах. Административный центр — город Хельсинки.
Была основана в 1831 году в составе Великого княжества Финляндского (Российская империя) как Нюландская губерния путём разделения Нюландско-Тавастгусской губернии, существовавшей в 1634—1831 годах. В 1917 году, после провозглашения независимости Финляндии, губерния вошла в её состав и стала именоваться ляни Уусимаа. В 1949 году общины Аньяла, Элимяки, Ийтти, Яала и Куусанкоски были переданы губернии Кюми.
Уусимаа просуществовала до реформы 1997 года, когда вместе с губернией Кюми и отдельными общинами губерний Миккели и Хяме была объединена в новую губернию Южная Финляндия.

## История
Шведское владычество в Нюландии датируется с XIII века — со времени Второго шведского крестового похода. Прежде здесь жили финские язычники из племени емь (тавастийцы). Старейшим городом Нюландии считается Борго (городской статус с 1380 года).

## География
Нюландия расположена на юге Финляндии. Она протянулась от полуострова Гангут до реки Кюмень вдоль северного берега Финского залива. На западе она граничила с Або-Бьернеборгской и Тавастгусской, на севере — с Тавастгусской и Санкт-Михельской, на востоке — с Выборгской губерниями.
Нюландская губерния была наименьшей в Финляндии по площади. Её пространство, по Стрельбицкому, 11 871,8 км², то есть 3,18 % всей Финляндии, в том числе суши 11 131 км², озёр 741 км². По финляндским источникам, поверхность её 11 789,9 км².

## Побережье
Принадлежащая Нюландской губернии часть берега Финского залива сильно изрезана и окаймлена полосой шхер.  Берега покрыты скалами, но не высоки.
Перед Борго и Гельсингфорсом море, насколько видно с маяков, остается замерзшим в среднем 62 дня в году, перед Порккала и Ганге — 50 дней, но, благодаря хорошим ледоколам, гавань Ганге в умеренные зимы остаётся доступной для судов всё время, а в суровые годы навигация прекращается лишь на несколько недель.

## Геология
Минеральные богатства незначительны. Есть железные руды, озёрные и болотные (в 1891 году их было добыто 422 тонны), в небольшом количестве попадается серебро (рудник Кулонсуомэки в приходе Пюхэиерви) и медь (медный рудник Паавола в Лойо, который разрабатывался ещё в 1-й половине XIX века). Существовали также каменоломни, специализировавшиеся на добыче гранита (в Ганге; гранит оттуда вывозился во внутренние области России, а также в Данию) и известняка.

## Водные ресурсы
Реки Нюландской губернии по большей части невелики. К западу от Лохианселькэ они текут в общем направлении к юго-западу; к востоку от этого хребта — с севера на юг. Часть западной границы составляет река Киско; из рек к западу от Лохианселкэ более значительна Мустиоки или Сварто, к востоку — Ванда (Wanda å, Vantaanjoki) и Борго (Borgaä, Porvoonjoki); восточную границу составляет река Кюммене. Озера более многочисленны в северной части губернии поблизости от Сальпаусселькэ.
Болот и торфяников (тех и других приблизительно поровну) в Нюландской губернии меньше, чем в других губерниях Финляндии. В 1787 году они занимали пространство в 720,25 км² (6,1 % всей поверхности), в 1876 году 240,4 км². Значительная часть болот и торфяников постепенно осушалась и возделывалась.

## Климат
Климат Нюландской губернии довольно мягкий и ровный, благодаря влиянию моря.
Средняя годовая температура в Гельсингфорсе +4,1 °C, высшая годовая +5,7, низшая годовая +1,9; в Ганге соответственные температуры: +4,9, +6,2 и +3,5. Средние месячные температуры Гельсингфорса (по Игнациусу): январь −6,7, февраль −7,9, март −3,9, апрель +1,2, май +7,7, июнь +13,8, июль +16,8, август +16,1, сентябрь +10,7, октябрь +5,6, ноябрь −0,1, декабрь −3,9.

## Флора
Флора и фауна типичные для этой части Скандинавии и ближайших территорий России. Из лесных деревьев распространены ель, сосна, берёза, дуб, липа, клен и так далее. Произрастает много видов ягод:морошка, малина, княженика, брусника, черника, голубика, клюква, смородина черная и красная, рябина, черёмуха и т.д. В садах местных жителей произрастали яблони и  груши, а также вишни, сливы, крыжовник.
Основными злаковыми культурами являлись рожь, ячмень (двухрядный и шестирядный) и овес, пшеница шла лишь на четвёртом месте.
На побережье встречалось три вида тюленей (кольчатый тюлень, обыкновенный тюлень и серый тюлень) а также дельфины вида морская свинья в прибрежных водах. Тюлени в то время служили объектом промысла. Вёлся также промысел зайцев и белок.
Из хищников были распространены рыси, лисицы, и др., с которыми боролись из-за того, что они якобы вредили сельскому хозяйству. Только в 1891 году (по всей вероятности, рядовом) в Нюландской губернии было убито 809 лисиц, 10 рысей, 30 выдр, 28 куниц, 4 горностая и 818 хищных птиц.
Птиц в летние месяцы насчитывалось около 180 видов; промысловое значение из них имели рябчики, тетерева, глухари, белые тетерева, отчасти серые куропатки, различные утки, гаги, бекасы, вальдшнепы и др.
Единственным видом ядовитых змей являлась гадюка.
Вследствие незначительной солености вод Финского залива некоторые из пресноводных рыб ловятся здесь и в море. Наиболее важными в промысловом отношении видами рыб были салака, килька (ловятся особенно у Экенеса), лосось (главным образом в Кюммене), ряпушка, сиг.
Из беспозвоночных промысловое значение имели речные раки — предмет вывоза.

## Население
Население Нюландской губернии состояло главным образом из финнов (Тавастландской ветви) и шведов; первые занимают преимущественно северную часть губернии, вторые — прибрежную часть; остальное население русские, немцы и др.
По количеству населения Нюландская губерния занимает третье место в Финляндии. Жителей в 1892 году было 244 951 (118 531 мужчин и 126 420 женщин), из них в городах и в крепости Свеаборг 75 262. В 1891 году из 239 456 жителей финнов было 122 699, шведов 114 659.
По плотности населения Нюландская губерния занимает первое место в Финляндии: на 1 км². приходятся 22 человека (втрое более среднего — 7,3). Городов в Нюландской губернии 5 (кроме того — крепость Свеаборг), деревень 1296.

## Хозяйство
Главное занятие жителей — земледелие. В 1891 году землевладельцев числилось 6224, мелких арендаторов (jordtorpare), обязанных работать на хозяина — 4323; из числа землевладельцев имело более 100 гектаров земли, пригодной для возделывания — 191, от 25 до 100 гектаров — 1231, от 5 до 25 гектаров — 4286, менее 5 гектаров — 516. Из 1 187 200 гектаров казне принадлежало 35 468, дворянам 134 005, духовенству 11 859, не финляндским подданным 5055, остальным землевладельцам, главным образом крестьянам — 1 000 813.
Возделанная земля занимала в 1885 году 9,55 % всей поверхности; есть много образцовых крупных хозяйств, лядинное хозяйство почти совершенно вывелось. Урожаи здесь более равномерны, чем в других частях Финляндии. Нюландская рожь считается лучшей в Финляндии.
В 1891 году в губернии было лошадей 28 313, жеребят 3105, быков 10 019, коров 78 153, телят 26 805, овец 78 734, свиней 17 219, коз 276, кур и индеек 52 715, других домашних птиц 1155.
Лесопильных заводов в 1891 году было 42, из них с паровыми двигателями 24, с водяными 18; рабочих 1053 человека; распилено 1 425 628 бревен; стоимость производства 3 944 456 финских марок.
Заводская и фабричная деятельность в 1891 году, (за вычетом стоимости неочищенного спирта, потребленного на спиртовых заводах на 6 762 453 марок):
|            | Число фабрик и заводов | Число рабочих | Валовая стоимость производства, в финских марках |
| ---------- | ---------------------- | ------------- | ------------------------------------------------ |
| В городах  | 852                    | 10 555        | 32 273 872                                       |
| В деревнях | 320                    | 3782          | 10 164 855                                       |
| Всего      | 1172                   | 14 337        | 42 438 717                                       |

В том числе:
|                                                        | Предприятий | Рабочих | Валовая стоимость производства |
| ------------------------------------------------------ | ----------- | ------- | ------------------------------ |
| Металлургические и механические заводы                 | 174         | 3110    | 9 175 466                      |
| Обработка камня                                        | 45          | 1826    | 2 639 996                      |
| Химические производства                                | 88          | 421     | 1 848 649                      |
| Кожевенные заводы                                      | 65          | 427     | 970 072                        |
| Бумажные                                               | 27          | 338     | 1 006 890                      |
| Работа из дерева, каучука, кости, камня и т. п.        | 115         | 1877    | 5 754 695                      |
| Строительные заведения                                 | 110         | 2246    | 2 817 998                      |
| Пивные и портерные заводы                              | 16          | 582     | 2 940 133                      |
| Водочные заводы                                        | 5           | 74      | 612 944                        |
| Табачные фабрики                                       | 9           | 546     | 1 646 472                      |
| Заведения для приготовления съестных припасов и утвари | 254         | 915     | 8 465 042                      |
| Заведения для изготовления платья и чистки             | 276         | 1330    | 2 517 664                      |
| Графическая промышленность                             | 20          | 699     | 1 742 035                      |

Главный центр фабрично-заводской деятельности губернии — Гельсингфорс; другой важный пункт — приход Пойо, с 3 железными и механическими заводами. Паровых двигателей было в 1891 году 122, в 1851½ лошадиную силу (75, в 1136½ лошадиных сил в городах и 47 в 715 сил — в деревнях).
Торговля Нюландской губернии весьма значительна, благодаря положению при море и нескольким железным дорогам (Нюландскую губернию пересекают следующие железные дороги: Гельсингфорсско-Тавастгусская, открытая в 1862 году; Петербургская, от станции Рихимяки, открытая в 1870 году; дорога от станции Хювинге в Ганге, открытая в 1873 году, и дорога от Керво на Борго). Обыкновенных дорог в 1880 году было 4248 км, то есть по 38 км на 100 км² — относительно гораздо больше, чем в остальных финляндских губерниях.
Через Ганге происходит значительный вывоз и в течение зимних месяцев; сюда направляются все товары, которые не идут на Санкт-Петербург. Через Ганге ведется и значительная транзитная торговля. Другой важный торговый пункт — Гельсингфорс. Главные предметы вывоза: через Гельсингфорс — дерево, масло, рыба и мануфактурные товары, через Ганге — масло, рыба, птицы, мясо, свинина, железные товары, бумага и бумажная масса, гранит. Второстепенное торговое значение имеют остальные города: Борго, Ловиза (из обоих — вывоз древесных товаров и зерна) и Экенес (вывоз железа, железных и стальных товаров, рыбы).
Торговой флот в 1892 году состоял из 289 судов, вместимостью в 25 593 регистр. тонны, в том числе 213 парусных судов в 13 234 регистр. тонн и 76 паровых в 12 359 регистр. тонн, с машинами в 3962 лошадиных силы.

## Образование
По отношению к народному образованию Нюландская губерния занимает первое место в Финляндии; по данным за 1891 год учащихся было 42 841, в том числе в средних и подготовительных учебных заведениях 3836, в постоянных народных школах 10 000, в постоянных «детских школах» 1523, в подвижных школах 8681, в воскресных и т. п. школах или дома 18 732, в школах глухонемых, слепых и идиотов 69; из 42 375 лиц в возрасте 7-16 лет получало образование 41 904, не получало только 471.
Губернский город Нюландской губернии, Гельсингфорс, есть вместе с тем столица Финляндии и центр ученой и учебной её деятельности. В Эсбо есть высшие народные курсы, в Гельсингфорсе, Борго, Ловизе и Ганге — по низшей ремесленной шведско-финской, в Экенесе — шведская ремесленная школа. Высших народных школ в сельских общинах в 1891 году было 130, в том числе 101 для учеников обоего пола, 15 для мальчиков, 14 для девочек; школы этого типа имелись во всех сельских общинах (по 1-9 на каждую). Доходы сельских общин в 1891 году равнялись 414 217 марок, расходы — 379 215 марок, в том числе расходы по управлению 28 093 марки, на школы 90 002 марки, на пути сообщения 49 290 марок, на народное здравие 22 418 марок, проценты и погашение 27 520 марок.
Фонды Нюландской губернии на общеполезные предметы составляли к началу 1892 года 2 619 170 марок. 4 уезда (Гельсинге — Helsinge, Helsinki, Перно — Pernaja, Расеборг восточный — Raasporin itainen, Расеборг западный — Rааsporin läntinen), 24 ленсманских округа, 6 лютеранских и 1 православный благочинный округ; лютеранских пасторов 35, приходов лютеранских городских 8, сельских 39, православный 1 городской, римско-католический 1 городской, методистских 2.

## Губернаторы
- 3.05.1831 — 3.08.1831 — Иоган Ульрих Сабастьян Грипенберг (Johan Ulrik Sebastian Gripenberg), и. о. губернатора
- 9.05.1832 — 21.05.1847 — Густав Густавович Армфельт (Gustaf Magnus Armfelt)
- 25.05.1847 — 19.03.1854 — Иван Иванович Норденстам (фин. Johan Mauritz Nordenstam)
- 19.03.1854 — 25.08.1856 — Карл Фабиан Лангенскьолд (фин. Carl Fabian Langenskiold), и. о. губернатора
- 25.08.1856 — 17.04.1858 — Иоган Мориц Норденстем (фин. Johan Mauritz Nordenstam)
- 17.04.1858 — 1.04.1862 — Самуэль Генрик Антелл (фин. Samuel Henrik Antell)
- 17.04.1862 — 15.06.1869 — Альфонс Карлович Валлен (фин. Alfons Walleen)[3]
- 15.06.1869 — 8.05.1873 — Фёдор Густавович Тилен (фин. Theodor Thilen)
- 10.06.1873 — 19.09.1888 — Георгий Антонович Альфтан (фин. Georg von Alfthan)
- 19.09.1888 — 19.11.1888 — Виктор Борисович Прокопе (фин. Victor Napoleon Procopе)
- 19.11.1888 — 21.12.1896 — Ялмар Карлович Палин (фин. Hjalmar Georg Palin)
- 25.01.1897 — 14.08.1900 — Карстен Карлович Де-Понт (фин. Kasten de Pont)
- 1901 — 5.05.1905 — Михаил Никифорович Кайгородов
- 5.05.1905 — 11.08.1905 Анатолий Анатольевич Рейнбот, и. о. губернатора
- 11.08.1905 — 4.12.1905 Александр Львовский (фин. Alexander Lvovsky)
- 4.12.1905 — 19.05.1906 Макс Теодор Альфтан (фин. Max Theodor Alfthan), и. о. губернатора
- 19.05.1906 — 1910 Макс Теодор Альфтан (фин. Max Theodor Alfthan)
- 15.08.1910 — 2.11.1913 Ефграф Ниман (фин. Eugraf Nyman)
- 1913—1917 — Борис Андреевич Виднэс (фин. Bernhard Otto Widnas)
- 1917—1932 — Бруно Яландер
- 1932—1944 — Илмари Хелениус
- 1944—1946 — Армас-Эйно Мартола
- 1946—1964 — Вяйнё Мельтти
- 1964—1966 — Рейно Лехто
- 1966—1982 — Каарло Питсинки
- 1982—1989 — Якоб-Магнус Сёдерман
- 1990—1996 — Эва-Рийта Сийтонен
- 1996—1997 — Пекаа Сильвентойнен